# Пустынка (Татарстан)
Пустынка — деревня в Заинском районе Татарстана. Входит в состав Светлоозерского сельского поселения.

## География
Находится в восточной части Татарстана на расстоянии приблизительно 11 км на юг-юго-восток по прямой от районного центра города Заинск.

## История
Основана в первой половине XIX века. В советское время работали колхозы «Родина», «Красное Озеро» и «Красный Маяк».

## Население
Постоянных жителей было: в 1858 году — 40, 1870 — 32, 1896 — 42, 1913 — 56, 1920 — 62, 1926 — 87, 1989 — 10, в 2002 и 2010 годах была исключена из числа населенных пунктов, в 2017 — 14 (русские — 57 %, крещеные татары — 43 %).